# Prestazione sportiva
La prestazione sportiva è un concetto che si presta a più interpretazioni.

## Definizione
In base alla disciplina, la prestazione è valutata secondo criteri diversi:
- nell'atletica leggera - comprendente lanci e salti - è la misura (risultato) conseguita dall'atleta in gara;
- nella lotta, invece, indica il punteggio riportato nel corso del combattimento.[3]

Tanto negli sport individuali che collettivi la prestazione -  del singolo atleta o dell'intera squadra - ha effetto sul risultato finale, pur senza costituirne un'incontrovertibile garanzia. Va inoltre tenuto presente che le prestazioni possono risultare influenzate dall'eventuale assunzione di sostanze proibite (come il doping): ciò comporta - solitamente - la squalifica dell'utilizzatore.